# Пойнт-Лімінгтон
Пойнт-Лімінгтон (англ. Point Leamington) — містечко в Канаді, у провінції Ньюфаундленд і Лабрадор.

## Населення
За даними перепису 2016 року, містечко нараховувало 591 особу, показавши скорочення на 4,5%, порівняно з 2011-м роком. Середня густина населення становила 20,5 осіб/км².
З офіційних мов обидвома одночасно володіли 5 жителів, тільки англійською — 585.
Працездатне населення становило 44,1% усього населення, рівень безробіття — 30,6% (37,5% серед чоловіків та 20% серед жінок). 100% осіб були найманими працівниками, а 0% — самозайнятими.
Середній дохід на особу становив $31 370 (медіана $23 664), при цьому для чоловіків — $39 963, а для жінок $22 810 (медіани — $30 144 та $20 390 відповідно).
29,7% мешканців мали закінчену шкільну освіту, не мали закінченої шкільної освіти — 28,8%, 43,2% мали післяшкільну освіту, з яких 14,6% мали диплом бакалавра, або вищий.
| Статево-вікова структура населення | Статево-вікова структура населення | Статево-вікова структура населення | Статево-вікова структура населення | Статево-вікова структура населення |
| ---------------------------------- | ---------------------------------- | ---------------------------------- | ---------------------------------- | ---------------------------------- |
|                                    |                                    |                                    |                                    |                                    |
| Всього                             | Всього                             | 49,2%50,8%                         |                                    |                                    |
| 0 — 14 років                       | 0 — 14 років                       |                                    | 8,5%                               | 8,5%                               |
| 15 — 64 років                      | 15 — 64 років                      |                                    | 61,9%                              | 61,9%                              |
| 65 і більше                        | 65 і більше                        |                                    | 29,7%                              | 29,7%                              |
| 85 і більше                        | 85 і більше                        |                                    | 2,5%                               | 2,5%                               |
| Середній вік (років)               | Середній вік (років)               | 51,052,9                           | 52,0                               | 52,0                               |
| Медіана (років)                    | Медіана (років)                    | 56,356,4                           | 56,4                               | 56,4                               |
| — чоловіки — жінки                 |                                    |                                    |                                    |                                    |

| Походження мешканців:     | Походження мешканців:     | Походження мешканців: | Походження мешканців: | Походження мешканців: |
| ------------------------- | ------------------------- | --------------------- | --------------------- | --------------------- |
| Походження                |                           |                       | осіб                  | %                     |
| Корінні американці        | Корінні американці        |                       | 25                    | 4.39%                 |
| Інше північноамериканське | Інше північноамериканське |                       | 340                   | 59.65%                |
| Європейське               | Європейське               |                       | 340                   | 59.65%                |
| британське                | британське                |                       | 335                   | 58.77%                |
| французьке                | французьке                |                       | 10                    | 1.75%                 |

| Зайнятість населення за галузями (за класифікацією NOC): | Зайнятість населення за галузями (за класифікацією NOC): | Зайнятість населення за галузями (за класифікацією NOC): | Зайнятість населення за галузями (за класифікацією NOC): | Зайнятість населення за галузями (за класифікацією NOC): |
| -------------------------------------------------------- | -------------------------------------------------------- | -------------------------------------------------------- | -------------------------------------------------------- | -------------------------------------------------------- |
|                                                          |                                                          |                                                          |                                                          |                                                          |
| Бізнес, фінанси та адміністрування                       | Бізнес, фінанси та адміністрування                       |                                                          | 10,2%                                                    | 10,2%                                                    |
| Природничі та прикладні науки                            | Природничі та прикладні науки                            |                                                          | 4,1%                                                     | 4,1%                                                     |
| Охорона здоров'я                                         | Охорона здоров'я                                         |                                                          | 4,1%                                                     | 4,1%                                                     |
| Освіта, правозахист, муніципальні та урядові служби      | Освіта, правозахист, муніципальні та урядові служби      |                                                          | 22,4%                                                    | 22,4%                                                    |
| Роздрібна торгівля та послуги                            | Роздрібна торгівля та послуги                            |                                                          | 8,2%                                                     | 8,2%                                                     |
| Гуртова торгівля, транспорт та обладнання                | Гуртова торгівля, транспорт та обладнання                |                                                          | 26,5%                                                    | 26,5%                                                    |
| Природні ресурси, сільське господарство                  | Природні ресурси, сільське господарство                  |                                                          | 8,2%                                                     | 8,2%                                                     |
| Виробництво                                              | Виробництво                                              |                                                          | 18,4%                                                    | 18,4%                                                    |

## Клімат
Середня річна температура становить 4°C, середня максимальна – 20,1°C, а середня мінімальна – -14,1°C. Середня річна кількість опадів – 1 075 мм.
| Клімат поселення                              | Клімат поселення | Клімат поселення | Клімат поселення | Клімат поселення | Клімат поселення | Клімат поселення | Клімат поселення | Клімат поселення | Клімат поселення | Клімат поселення | Клімат поселення | Клімат поселення | Клімат поселення |
| Показник                                      | Січ.             | Лют.             | Бер.             | Квіт.            | Трав.            | Черв.            | Лип.             | Серп.            | Вер.             | Жовт.            | Лист.            | Груд.            |                  |
| Середній максимум, °C                         | −2,24            | −2,7             | 1,48             | 7,05             | 12,58            | 17,48            | 20,06            | 20,04            | 15,09            | 9,72             | 4,95             | −0,92            |                  |
| Середня температура, °C                       | −7,92            | −8,38            | −4,22            | 1,36             | 6,90             | 11,80            | 16,58            | 16,57            | 11,63            | 6,26             | 1,47             | −4,4             |                  |
| Середній мінімум, °C                          | −13,58           | −14,05           | −9,89            | −4,31            | 1,23             | 6,12             | 13,11            | 13,12            | 8,16             | 2,78             | −1,99            | −7,87            |                  |
| Норма опадів, мм                              | 90               | 82               | 74               | 69               | 78               | 86               | 88               | 103              | 110              | 108              | 93               | 94               |                  |
| Середньомісячна швидкість вітру, м/с          | 6.78             | 6.38             | 6.20             | 5.68             | 5.17             | 4.87             | 4.54             | 4.66             | 5.22             | 5.75             | 6.40             | 6.78             |                  |
| Середньомісячна сонячна радіація, кДж/м²·день | 3740             | 6685             | 10696            | 14290            | 17329            | 18956            | 18709            | 15664            | 11557            | 6811             | 3855             | 2796             |                  |
| --------------------------------------------- | ---------------- | ---------------- | ---------------- | ---------------- | ---------------- | ---------------- | ---------------- | ---------------- | ---------------- | ---------------- | ---------------- | ---------------- | ---------------- |
| Джерело:                                      |                  |                  |                  |                  |                  |                  |                  |                  |                  |                  |                  |                  |                  |